# بلفوريت أون بيرش (أورن)
بلفوريت أون بيرش هي بلدية في أورن، شمال غرب فرنسا.